# Juno (Texas)
Juno ist eine unincorporated community im Südwesten vom US-Bundesstaat Texas im Val Verde County. Da Juno heute keine Einwohner mehr hat, wird sie auch als Geisterstadt bezeichnet.

## Geographische Lage
Juno befindet sich im Norden von an den Staat Mexiko grenzenden County Val Verde. Durch die Wüstung verläuft die Texas State Highway 163. Die Entfernung zur größten Stadt des Countys Del Rio beträgt 77 km.

## Geschichte
1849 waren Truppen der US Army im nahegelegenen und heute nicht mehr existierenden Beaver Lake stationiert, um Durchreisende durch Überfälle von Indianern zu beschützen. Im Jahr 1880 wurden in Juno ein Laden für Agrarzubehör und eine Postfiliale eröffnet. 1899 wurde die Ortschaft vermessen und 50 Grundstücke wurden ausgeschrieben. 1901 gab es eine Schule mit über 115 Schülern, die, wie damals üblich, nach Rasse getrennt waren. Bis 1966 hatte Juno ungefähr 75 Einwohner, danach schrumpfte der Ort allmählich. 1975 wurde die Postfiliale geschlossen und 1984 das letzte verbliebene Geschäft. 1992 schloss die Schule, 2001 hatte Juno noch geschätzte 10 Einwohner, 2009 lebte lediglich noch eine Familie hier, heute ist die Gemeinde vollständig unbewohnt.
Über die Entstehung des Namens für Juno gibt es eine Legende: Einst gab es ein Restaurant in der Ortschaft, die von einem Mann namens Henry Stein betrieben wurde. Auf die Frage, was es zur Auswahl gäbe, bekam der Gast stets dieselbe Antwort, nämlich „You know“, was sinngemäß übersetzt „Das wissen Sie doch“ bedeutet. Stein hatte immer dasselbe Gericht anzubieten: Bohnen nach mexikanischer Art, auch Frijoles genannt.

## Juno heute
Juno ist heute eine Geisterstadt, einige wenige Gebäude sind mehr oder weniger gut erhalten, werden jedoch nicht gepflegt und sind dem Verfall überlassen. Zu den am besten erhaltenen Gebäuden gehört die Schule, die man ungehindert betreten kann. Weiterhin weisen verrostete Zäune auf frühere Nutzungen der Flächen hin. Auf dem Ortseingangsschild steht Juno Crossing.